# Rachel Arié
Rachel Arié (El Cairo, 25 de octubre de 1924 –París,  12 de diciembre de 2018) fue una historiadora y arabista francesa

## Biografía
Tras pasar parte de su infancia en España, ha dedicado su vida de investigadora a la historia de los musulmanes en España. Rachel Arié pasó gran parte de su infancia en Egipto, país en el cual habría adquirido el dominio de la lengua árabe en sus dos aspectos: la clásica y la dialectal.
En 1954, obtuvo el diploma de estudios superiores de Historia en la Sorbona y, dos años después, el de Árabe Clásico en la École Nationale des Langues Orientales Vivantes. Dos años más tarde, en 1958, obtendría la licenciatura de Árabe y el diploma de estudios superiores de dicha lengua en la misma Sorbona. En 1959 fue la única mujer aceptada como profesor agregado de Árabe en París. Entre 1963 y 1966 trabajó en Madrid, como miembro de la Casa Velázquez. En 1971 se hizo con el doctorado de Estado en Letras y Ciencias Humanas por la Universidad de París III, Nueva Sorbona. Editora de la colección Medieval Iberian Peninsula (Leiden), fue directora de investigaciones en el Centre National de la Recherche Scientifique en París. Es doctora honoris causa por la Universidad de Granada

## Libros
- Historia de España (III) España musulmana (siglos VIII-XV), 1982
- El Reino Nasri De Granada, (Colecciones Mapfre 1492) (Spanish Edition)
- L'Occident Musulman Au Bas Moyen Age
- Etudes Sur La Civilisation De L'espagne Musulmane (Medieval Iberian Peninsula Texts And Studies Vol 6) (French Edition)
- L'Espagne musulmane au temps des Nasrides (1232-1492), Editions E. de Boccard. París, 1973. 528 págs., 16 láminas y 2 cuadros desdoblables

## Artículos de revistas
- L'Espagne musulmane vue par un voyageur russe au XIX siècle, Anaquel de estudios árabes, ISSN 1130-3964, Nº 11, 2000, p. 89-100
- Aspects de l'Espagne musulmane. Histoire et culture (Fátima Roldán Castro), Al-Andalus Magreb: Estudios árabes e islámicos 7:337-342, ISSN 1133-8571, 1999.

- Les échanges culturels entre le royaume nasride de Grenade et les pays musulmans de la Méditerranée, Revista del Centro de Estudios Históricos de Granada y su Reino 6: 185-202, ISSN 0213-7461, 1992.

- Algunos aspectos del paisaje cultural andaluz en tiempos de los nasries, Jábega, ISSN 0210-8496 55: 15-26, 1986.

- Algunas reflexiones sobre el reino nasrí de Granada en el siglo XV, Bol. de la Asociación Española de Orientalistas, ISSN 0571-3692, Año 21: 157-179, 1985.

- Aperçus sur les royaumes Berbères d'al-Andalus au Ve/XIe siècle, Revista del Instituto Egipcio de Estudios Islámicos 23: 149-169, ISSN 1132-3485 1985-1986.

- El reino nasrí en la época de Alfonso X, Revista de Occidente 43: 185-202, ISSN 0034-8635, 1984 (ejemplar dedicado a: Alfonso X y su época)

- Le royaune nasride de Grenade: réalite et légende, Awraq: Estudios sobre el mundo árabe e islámico contemporáneo 4: 149-165, ISSN 0214-834X, 1981.

- Remarques sur quelques aspects de la civilisation Hispano-musulmane. Bol. de la Asociación Española de Orientalistas 9: 131-150 ISSN 0571-3692, 1973.

- Notes sur la maqama andalouse, en "Hes-peris-Tamuda", IX: 201-217. 1968

- Miniatures hispano Musulmanes. Recherches sur un manuscrit grabe illustré de l'Escurial. E. J. Brill. Leyde, 1969, 22 p. y 47 láminas

- Les études sur les Morisques en Espagne à la lumière de travaux récents, en "Revue des Etudes Islamiques", 1968, p. 201-213.

- Un opuscule Grenadin sur la peste noire de 1348: La "Nasiha" de Muhammad Al-Saqürï, Bol. de la Asociación Española de Orientalistas 3: 189-199, ISSN 0571-3692, 1967.

- Lisan al-din Ibn al-Khatib: quelques aspects de son oeuvre, en "Atti del terzo Congresso di Studi Arabici et Islamici" (Naples, 1967), p. 69-81.

- Le costume des Musulmans de Castille au XIII siècle d'après les miniatures du Libro de Ajedrez, Mélanges de la Casa de Velázquez 2: 59-70, ISSN 0076-230X, 1966.

- Les relations diplomatiques et culturelles entre musulmanas d'Espagne et musulmans d'Orient au temps des Nasrides, Mélanges de la Casa de Velázquez 1: 87-108, ISSN 0076-230X, 1965.

- Quelques remarques sur le costume des Musulmans d'Espagne au temps des Nasrides, en "Arabica", XII: 244-261 1965.

- Acerca del traje musulmán en España desde la caída de Granada hasta la expulsión de los moriscos ,Revista del Instituto Egipcio de Estudios Islámicos, ISSN 1132-3485 13: 103-117 1965-1966.

- Traduction annotée et commentée des traités de hisba d'Ibn Abd al- Ra'uf et de 'Umar alGarsifi, en "Hesperis-Tamuda", I: 5-38 y 199-214 y 349-386. 1960.